# Малое Хангозеро
Малое Хангозеро — озеро на территории Сосновецкого сельского поселения Беломорского района Республики Карелии.

## Общие сведения
Площадь озера — 2,1 км², площадь водосборного бассейна — 17,4 км². Располагается на высоте 115,5 метров над уровнем моря.
Форма озера продолговатая: оно более чем на два километра вытянуто с северо-запада на юго-восток. Берега каменисто-песчаные, местами заболоченные.
Из северо-западной оконечности озера вытекает безымянный водоток, впадающий с правого берега в реку Охту. Последняя впадает в реку Кемь.
Вдоль юго-западного берега озера проходит старая лесовозная дорога.
Код объекта в государственном водном реестре — 02020001011102000006424.